# Mohos földvár
Kelemér területén, a Kis-Mohos északi oldalán hirtelen kiemelkedő dombon árokkal körülvéve láthatók az egykori Gutkeled nemzetség által épített kővár maradványai. A várat egy 1397-ben kelt oklevél már romvárként említi. Később huszita erősség volt.

## Fekvése
Észak-Magyarországon, Miskolctól 55 km-re a Kelemér fölötti dombon, a Sajó völgyét és a Szuha-patak völgyét összekötő középkori Nagy út (Magna Strata) közelében található.

## Története
Kelemér nevét 1232-ben említette először oklevél, mely ekkor a Gutkeled nemzetség birtoka volt. A nemzetség 1338-ban történt birtokmegosztásakor Kelemér falut Dorog fia Lőrinc fia István 
mester kapta meg. A vár e birtokmegosztáskor már nem szerepelt. A vár nevének első említése a 14. századból; az 1338–1387 közötti időből való, ekkor azonban már már csak mint várhelyet említették.  Egy 1397-ben kelt oklevél szerint Zsigmond király Dob-i Mihály fia Péternek adományként adta más adományok mellett Kelemér falut is a romos Mohos várral együtt. Egy 1430-ban kelt oklevél pedig már ugyancsak a vár helyéről szól. A vár egy időre talán újból felépülhetett, mivel egy 1449–1450-ben kelt oklevél Panith-i Wza Bereck gömöri alispán által lefolytatott peről tudósít, mely per a kazai Kakas család és a Putnoki család között keletkezett hatalmaskodási ügyben folyt, mely szerint a Kakas család tagjai a huszitákkal együttműködve a keleméri erdőben felépített Mohosvárból háborgatták a vidéket.

## Leírása
Az ovális alaprajzú vár két láp: a Kismohos és a Nagymohos láp fölötti domb tetején épült fel. A vár dombja 35 méterrel emelkedik Kismohos-Láp szintje fölé. A várhegyet a vár belsejénél átlagosan 6 méterrel alacsonyabb szinten, egy 10–15 méter széles, mély árok veszi körbe, melynek külső oldalán sánc húzódik, mely sánc a délkeleti oldalon már csak terasz formájában 
követhető. A vár déli oldalán hiányzik az árok és a sánc. Ezt a Kismohos-tó irányában fekvő oldalt, meredek domboldal határolja. Ide fut be a várat körbevevő árok két vége is.
A vár sánccal és árokkal körülvett belső területének átmérője 60×35 méter, északnyugati oldalán a sáncon kívül 18-20 méter széles és 120 méter hosszú egyenes terasz húzódik, alatta pedig a meredek hegyoldal folytatódik.

## A vár régészeti kutatása
Mohosvár régészeti kutatását 2000 és 2006 között a miskolci Herman Ottó Múzeum végezte.
A kutatás négy területre terjedt ki: 1. a várbelső; 2. sáncátvágás, a vár szerkezetének és 
építési periódusainak meghatározása céljából; ekkor átvágták a vár nyugati oldali sáncát; 3. a külső terasz kutatása a vár sáncain kívül eső területen. 4. A vár dombja alatti, a Nagymohos-tó melletti, a régészeti terepbejárások során felfedezett mélyedések funkciójának vizsgálata.
A régészeti kutatások szerint a fallal körülvett terület közepén egy kerek alaprajzú torony állt, melynek átmérője 9 méter, falvastagsága 3 méter volt. A torony északnyugati részén mintegy 2 méter magasságig megmaradt az egykori falazat, melynek fal-magja öntött köves, külső oldala  durván faragott kővel burkolt volt. Majd 2006 telén az ásatás folytatása során a várfal nyugati  oldalához kapcsolódóan építve előkerült egy másik, négyszögletes toronyépület maradványa is.
E torony fala 1,7 méter vastag volt, belső tere pedig 3,8×4,5 méter alapterületűnek bizonyult. A négyszögletes torony belsejét egy alkalommal megújították.